# Мајкл Вест
Мајкл Вест, познатији под уметничким именима Конго Нати, Конкверинг Лајон, Ребел Емси, Блекстар, Екс Проџект, џангл је ди-џеј и продуцент.

## Биографија
Раних осамдесетих година 20. века, Вест је оформио групу Дабл Трабл (енгл. Double Trouble) са сада покојним Мајклом Менсоном, Карлом Брауном и Лејом Гестом. Године 1989. издали су сингл „Just Keep Rockin“ за издавачку кућу Desire Records, а следећи сингл „Street Tuff“ је постигао велики успех достигавши треће место на УК сингл топ-листи.
Због садржаја и стила ових синглова британско хип хоп друштво је одбацило Веста. Сматрали су да се продао издавањем ових синглова. Његов први соло албум Rebel Music (1990) садржи популарну денс песму „Better World“.
Вест је зарађени новац искористио да сними и други соло албум под именом Black Meaning Good (1991). Овај албум је представљао потпуну промену Вестовог стила музике. Миксовао је поп-реп са регеом, хип хопом, денс музиком и раним џангл стиловима. На албуму су се појавили неки од познатих реге извођача као што су Барингтон Леви, Тенор Флај и Денис Браун.
Трећи албум Word, Sound and Power (1992) био је даља експлорација електронске музике мешане са хаус и техно музиком, регеом и хип хопом.

## Дискографија
| Објављен | Албум | Издавачка кућа |
| -------- | ----- | -------------- |
| 1990     |       |                |
| 1991     |       |                |
| 1991     |       |                |
| 2005     |       |                |